# マムー州
マムー州（マムーしゅう、フランス語: La région de Mamou）は、ギニア共和国の州。州都はマムー。西でキンディア州、北でラベ州、東でファラナ州と州境を接し、南ではシエラレオネと国境を接している。

## 下部行政区画
マムー州は3つの県に分けられる。

### 県 (préfecture)
- ダラバ県（英語版） (La préfecture de Dalaba)
- マムー県（英語版） (La préfecture de Mamou)
- ピタ県（英語版） (La préfecture de Pita)